# Арчизате

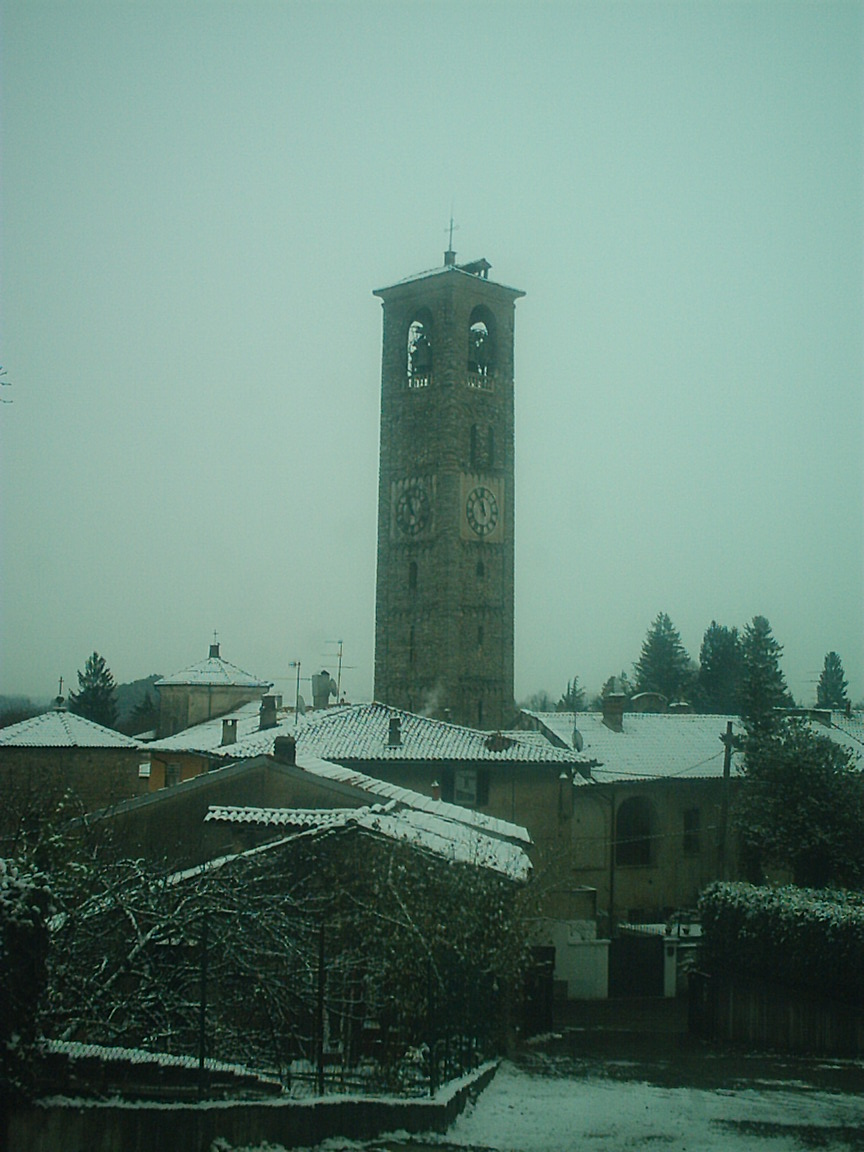
Колокольня (XI век) базилики святого Виктора.

Арчизате (итал. Arcisate) — город и коммуна на севере Италии. Расположен в провинции Варесе области Ломбардия.
Население составляет 9 955 человек (на 2017 г.), плотность населения — 821 чел./км². Занимает площадь 12,14 км². Почтовый индекс — 21051. Телефонный код — 00332.
Покровителем города и коммуны почитается святой мученик Виктор Мавр. Праздник города ежегодно празднуется 8 мая.

## Известные уроженцы
- Босси, Бениньо — итальянский художник, гравёр.